# Ondřej II. Uherský
Ondřej II. (maďarsky II. András nebo II. Endre, 1177?– 21. září 1235) byl v letech 1205 až 1235 uherský král z dynastie Arpádovců.

## Před nástupem na trůn

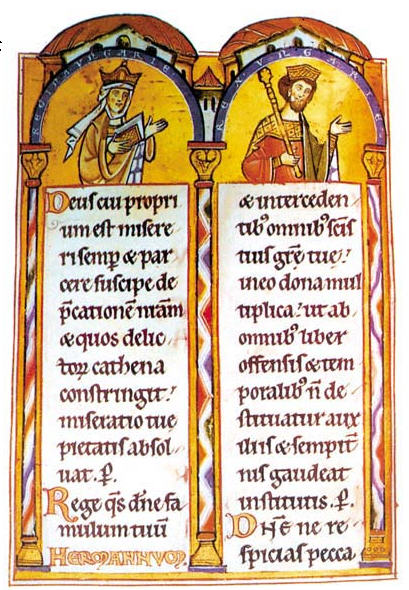
Ondřej s manželkou Gertrudou (dobová iluminace)

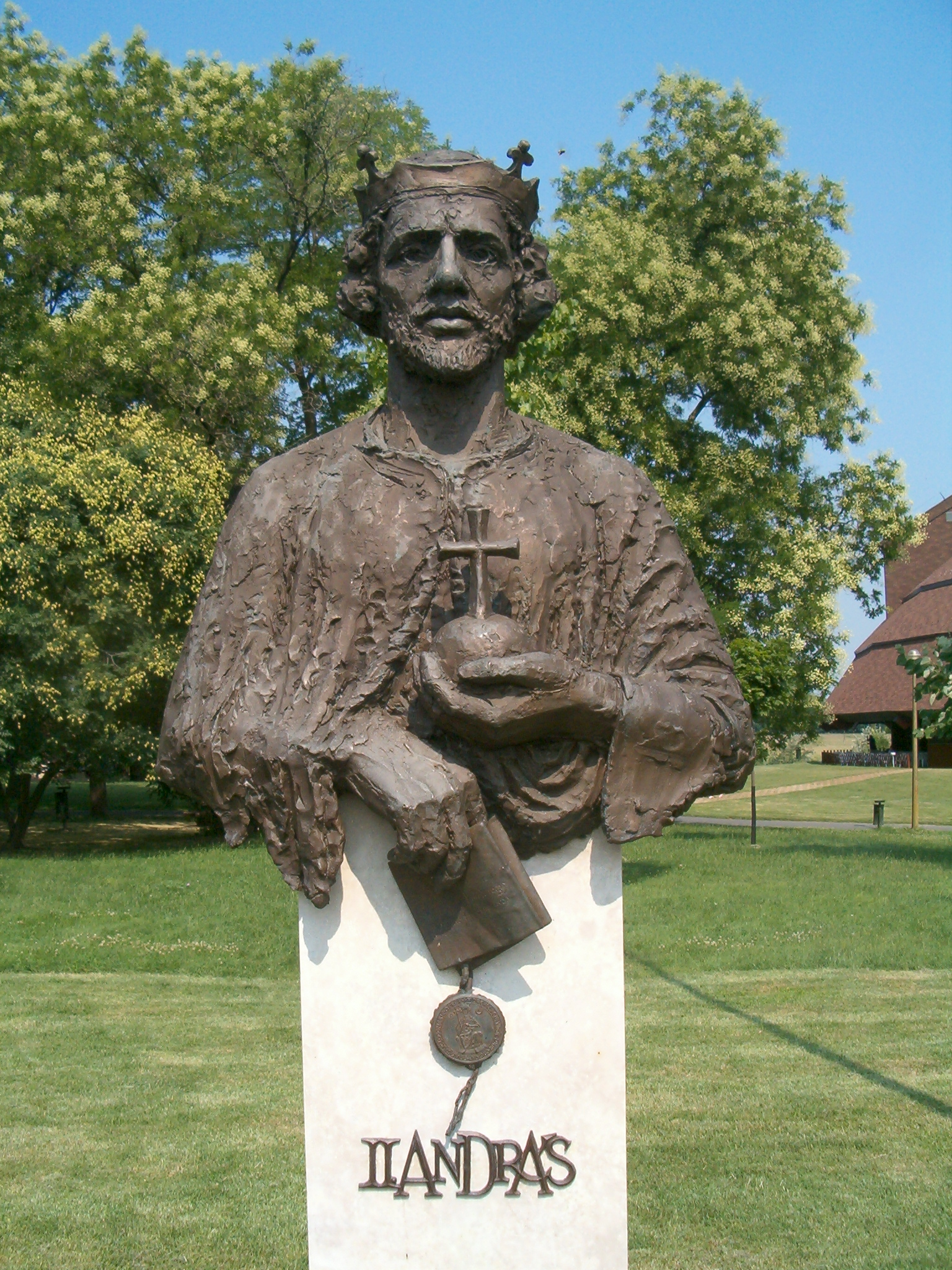
Busta Ondřeje II. v národním historickém parku. Ópusztaszer, Maďarsko

Narodil se okolo roku 1177 jako mladší syn uherského krále Bély III. a jeho první manželky Anežky, dcery Renauda ze Châtillonu. Ještě za otcova života se Ondřej stal haličským knížetem, byl však od místní šlechty – bojarů – vyhnán. Nespokojený mladík opakované revoltoval proti vládě staršího bratra, uherského krále Emericha a vyvolával nepokoje v celé zemi. Chtěl Emericha zbavit trůnu, nebo alespoň si vydobýt nějaká území, což se mu i podařilo.
Roku 1197 se stal pánem Dalmácie a Chorvatska, kde si počínal jako suverénní panovník. S bratrem se dostal ještě několikrát do svárů, které vždy skončily příměřím. Nedůvěra mezi bratry však přetrvávala. I proto je těžko pochopitelné, proč Emerich určil před smrtí za poručníka svého syna Ladislava právě Ondřeje. Napomenutí papeže Inocence III. svědčí o Ondřejově špatném zacházení s osiřelým následníkem trůnu, když však pětiletý Ladislav zemřel, nestálo Ondřejovi v cestě na uherský trůn již nic.

## Uherský král
Jako král patřil k nejméně schopným[zdroj?] arpádovským panovníkům. Přestože zorganizoval 14 vojenských výprav do Haliče, nedokázal přes občasné krátkodobé úspěchy zlomit odpor haličských bojarů a nepřipojil tak toto území k Uhrám. Roku 1211 požádal Ondřej II. Řád německých rytířů o pomoc proti pronikajícím Kumánům, za což jim přislíbil pozemky v Sedmihradsku. Když však řád v roce 1224 navrhl, aby byl podřízen přímo papeži a ne uherskému králi, musel roku 1225 Uhry opustit.
Ani křížová výprava, jíž byl Ondřej jedním z vůdců, neskončila úspěšně. V roce 1229 však dobyl a obsadil horu Tábor. Po pár měsících neustálých porážek se však Ondřej musel bez slávy vrátit domů. Ve Svaté zemi se králi podařilo získat několik svatých ostatků, které přivezl při zpáteční cestě do Uher.
Nákladné vojenské výpravy, přepychový život královského dvora, rozdávaní úřadů a majetků cizincům, to všechno byly příčiny, pro které uherská šlechta svého krále nenáviděla. Vůči svévoli, která v zemi při nepřítomnosti Ondřeje panovala, se postavit nedokázal. Bohatí magnáti šli tak daleko, že v roce 1213 při jedné z výprav do Haliče zavraždili královnu Gertrudu.
| „                           | Zabili královu ženu, jeho švagr, patriarcha akvilejský, stěží uprchl a bylo pobito mnoho Němců... | “ |
| — Haličsko-volyňský letopis |                                                                                                   |   |

Vyústěním všech problémů, které se v zemi nahromadily, bylo vydání Zlaté buly v roce 1222. Král Ondřej v ní byl donucen přislíbit, že nebude svévolně rozdávat majetky cizincům, dodrží výsady střední šlechty, ba dokonce dal šlechtě možnost vystoupit proti němu samému se zbraní v ruce, pokud by nedodržoval přijaté závazky. Namísto uklidnění situace však tento dokument přinesl jen další spory. Ondřej dal totiž velmi rychle najevo, že se jím vůbec nemíní řídit.
Na konci života se musel vyrovnat se smrtí dcery Alžběty, druhé manželky Jolandy i syna Ondřeje. Stihl se potřetí oženit (květen 1234) s italskou šlechtičnou Beatrix, dcerou markraběte z Este. Zemřel v září následujícího roku a jeho syn z tohoto posledního manželství, Štěpán, se už narodil jako pohrobek. Spolu s matkou byl vyhnán z Uher a jeho práva v této zemi nikdy nebyla uznána, ale jeho syn z druhého manželství se jako Ondřej III. stal posledním králem z rodu Arpádovců.
Ondřej II. byl uložen k poslednímu odpočinku v cisterciáckém klášteře Igriș a jeho náhrobek stejně jako klášter nepřežil turecký vpád.

## Potomci
Zřejmě před rokem 1203 se Ondřej oženil s Gertrudou Meranskou, se kterou měl tyto děti:
- Anna Marie Uherská (1204–1237), ⚭ 1221 Ivan Asen II. (1195–1241), bulharský car
- Béla IV. Uherský (1206–1270), král uherský a chorvatský, vévoda štýrský, vévoda slavonský, ⚭ Marie Laskarina (1206–1270)
- Alžběta Durynská (1207–1231), ⚭ 1221 Ludvík IV. Durynský (1200–1227), durynský lantkrabě a saský falckrabě
- Koloman Haličský (1208–1241), kníže haličský a vévoda slavonský, chorvatský a dalmátský, ⚭ Salomena Polská (1211/12–1268)
- Ondřej Uherský (1210–1233/34), haličský a zvenigorodský kníže, ⚭ Helena Novgorodská

V roce 1215 se ovdovělý Ondřej oženil s Jolandou z Courtenay, se kterou měl jednu dceru:
- Jolanda Uherská (1215–1251), ⚭ 1235 Jakub I. Aragonský (1208–1276), král aragonský, mallorský a valencijský, hrabě barcelonský, pán z Montpellieru

Jeho třetí manželkou byla Beatrix d'Este. S ní měl syna narozeného až po jeho smrti:
- Štěpán Pohrobek (1236–1271)